# Rally de Polonia
El Rally de Polonia es una carrera de rally que se realiza anualmente en Polonia desde el año 1921. Es la segunda carrera de rally activa más antigua, luego del Rally de Montecarlo, esta última nacida en 1911. Formó parte del Campeonato Mundial de Rally en 1973 y en 2009, del Campeonato de Europa de Rally en la mayoría de sus ediciones y regresó al mundial en 2014. Desde 2005 se corre en el distrito del lago Masuria, en el Voivodato de Varmia y Masuria.

## Historia
En muchas ocasiones la FIA ha intentado llevar el campeonato del mundo a diferentes países y continentes, para intentar incentivar los campeonatos locales y crear afición del deporte entre la población local. Esto no se ha conseguido nunca, excepto en aquellos países con alguna tradición de los rallyes. Un ejemplo de ello fue la inclusión en 1973 de varias pruebas en el continente africano (Marruecos y Costa de Marfil) y americano (Estados Unidos), además de las de Europa, como el Rally de Polonia, incluida esta por motivos políticos y el Rally de los Alpes Austríacos, por su gran tradición. Ambos rallyes fueron tan polémicos que desaparecieron del mundial al año siguiente. En Polonia fue tan dura la prueba que solo tres pilotos lograron acabar, siendo el ganador el alemán Achim Walmbold, acompañado en el podio por otro alemán Egon Culmbacher y un piloto local con un Polski 125p, un Fiat fabricado en Polonia. El rally fue puntuable para el Europeo en los años siguiente y regresó al mundial 36 años después, en 2009 aunque solo se disputó ese año y desde 2010 formó parte del Campeonato de Europa.
En 2014 la prueba regresó al calendario del campeonato del mundo entrando en sustitución del Rally Acrópolis.

## Palmarés
| Año  | Edición                                   | Piloto                 | Copiloto             | Vehículo                 | Vehículo                 | Series |
| ---- | ----------------------------------------- | ---------------------- | -------------------- | ------------------------ | ------------------------ | ------ |
| 1921 | 1 Rajd Polski                             | Tadeusz Heyne          |                      | Dodge                    | Dodge                    |        |
| 1922 | 2 Rajd Polski                             | Hans Lorenz            |                      | Steyr                    | Steyr                    |        |
| 1923 | 3 Rajd Polski                             | Henryk Liefeld         |                      | Austro-Daimler           | Austro-Daimler           |        |
| 1923 | 3 Rajd Polski                             | Jan Siroucek           |                      | Praga Grand              | Praga Grand              |        |
| 1924 | 4 Rajd Polski                             | Henryk Liefeld         |                      | Austro-Daimler           | Austro-Daimler           |        |
| 1925 | 5 Rajd Polski                             | Charles Betague        |                      | Austro-Daimler           | Austro-Daimler           |        |
| 1927 | 6 Rajd Polski                             | Stanisław Szwarcsztajn |                      | Austro-Daimler           | Austro-Daimler           |        |
| 1928 | 7 Rajd Polski                             | Cipriano Illiano       |                      | Fiat 509                 | Fiat 509                 |        |
|      |                                           |                        |                      |                          |                          |        |
| 1960 | 20 Rajd Polski                            | Walter Schock          | Bandera de ?         | Mercedes-Benz 220SE      | Mercedes-Benz 220SE      | ERC    |
| 1961 | 21 Rajd Polski                            | Eugen Böhringer        | Bandera de ?         | Mercedes-Benz 220SE      | Mercedes-Benz 220SE      | ERC    |
| 1962 | 22 Rajd Polski                            | Eugen Böhringer        | Bandera de ?         | Mercedes-Benz 220SE      | Mercedes-Benz 220SE      | ERC    |
| 1963 | 23 Rajd Polski                            | Dieter Glemser         | Martin Braungart     | Mercedes-Benz 220SE      | Mercedes-Benz 220SE      | ERC    |
| 1964 | 24 Rajd Polski                            | Sobiesław Zasada       | Ewa Zasada           | Steyr-Puch 650TR         | Steyr-Puch 650TR         | ERC    |
| 1965 | 25 Rajd Polski                            | Rauno Aaltonen         | Tony Ambrose         | BMC Mini Cooper S        | BMC Mini Cooper S        | ERC    |
| 1966 | 26 Rajd Polski                            | Tony Fall              | Atis Krauklis        | BMC Mini Cooper          | BMC Mini Cooper          | ERC    |
| 1967 | 27 Rajd Polski                            | Sobiesław Zasada       | Ewa Zasada           | Porsche 912              | Porsche 912              | ERC    |
| 1968 | 28 Rajd Polski                            | Krzysztof Komornicki   | Zygmunt Wiśniewski   | Renault R8 Gordini       | Renault R8 Gordini       | ERC    |
| 1969 | 29 Rajd Polski                            | Sobiesław Zasada       | Ewa Zasada           | Porsche 911 S            | Porsche 911 S            | ERC    |
| 1970 | 30 Rajd Polski                            | Jean-Claude Andruet    | Michèle Veron        | Alpine-Renault A110 1600 | Alpine-Renault A110 1600 | ERC    |
| 1971 | 31 Rajd Polski                            | Sobiesław Zasada       | Ewa Zasada           | BMW 2002 tii             | BMW 2002 tii             | ERC    |
| 1972 | 32 Rajd Polski                            | Raffaele Pinto         | Gino Macaluso        | Fiat 124 Spider Rally    | Fiat 124 Spider Rally    | ERC    |
| 1973 | 33º Polish Rally - Rajd Polski            | Achim Warmbold         | Jean Todt            | Fiat 124 Abarth Rally    | Fiat 124 Abarth Rally    | WRC    |
| 1974 | 34 Rajd Polski                            | Klaus Russling         | Wolfgang Weiß        | Porsche 911 Carrera RS   | Porsche 911 Carrera RS   | ERC    |
| 1975 | 35 Rajd Polski                            | Maurizio Verini        | Francesco Rossetti   | Fiat 124 Abarth          | Fiat 124 Abarth          | ERC    |
| 1976 | 36 Rajd Polski                            | Andrzej Jaroszewicz    | Ryszard Żyszkowski   | Lancia Stratos           | Lancia Stratos           | ERC    |
| 1977 | 37 Rajd Polski                            | Bernard Darniche       | Alain Mahé           | Lancia Stratos           | Lancia Stratos           | ERC    |
| 1978 | 38 Rajd Polski                            | Antonio Zanini         | Juan Petisco         | Fiat 131 Abarth          | Fiat 131 Abarth          | ERC    |
| 1979 | 39 Rajd Polski                            | Antonio Zanini         | Juan Petisco         | Fiat 131 Abarth          | Fiat 131 Abarth          | ERC    |
| 1980 | 40 Rajd Polski                            | Antonio Zanini         | Juan Petisco         | Porsche 911              | Porsche 911              | ERC    |
| 1984 | 41 Rajd Polski                            | Ingvar Carlsson        | Bandera de ?         | Mazda RX-7               | Mazda RX-7               | ERC    |
| 1985 | 42 Rajd Polski                            | Branislav Kuzmic       | Rudi Šali            | Renault 5 Turbo          | Renault 5 Turbo          | ERC    |
| 1986 | 43 Rajd Polski                            | Branislav Kuzmic       | Rudi Šali            | Renault 5 Turbo          | Renault 5 Turbo          | ERC    |
| 1987 | 44 Rajd Polski                            | Attila Ferjancz        | János Tandari        | Audi Coupé Quattro       | Audi Coupé Quattro       | ERC    |
| 1988 | 45 Rajd Polski                            | Marc Soulet            | Philippe Willem      | Ford Sierra RS Cosworth  | Ford Sierra RS Cosworth  | ERC    |
| 1989 | 46 Rajd Polski                            | Robert Droogmans       | Ronny Joosten        | Ford Sierra RS Cosworth  | Ford Sierra RS Cosworth  | ERC    |
| 1990 | 47 Rajd Polski                            | Robert Droogmans       | Ronny Joosten        | Lancia Delta Integrale   | Lancia Delta Integrale   | ERC    |
| 1991 | 48 Rajd Polski                            | Piero Liatti           | Luciano Tedeschini   | Lancia Delta Integrale   | Lancia Delta Integrale   | ERC    |
| 1992 | 49 Rajd Polski                            | Erwin Weber            | Manfred Hiemer       | Mitsubishi Galant VR-4   | Mitsubishi Galant VR-4   | ERC    |
| 1993 | 50 Rajd Polski                            | Robert Droogmans       | Ronny Joosten        | Ford Escort RS Cosworth  | Ford Escort RS Cosworth  | ERC    |
| 1994 | 51 Rajd Polski                            | Patrick Snijers        | Dany Colebunders     | Ford Escort RS Cosworth  | Ford Escort RS Cosworth  | ERC    |
| 1995 | 52 Rajd Polski                            | Enrico Bertone         | Max Chiapponi        | Toyota Celica 4WD        | Toyota Celica 4WD        | ERC    |
| 1996 | 53 Rajd Polski                            | Krzysztof Hołowczyc    | Maciej Wisławski     | Toyota Celica 4WD        | Toyota Celica 4WD        | ERC    |
| 1997 | 54 Rajd Polski                            | Patrick Snijers        | Dany Colebunders     | Ford Escort WRC          | Ford Escort WRC          | ERC    |
| 1998 | 55 Rajd Polski                            | Krzysztof Hołowczyc    | Maciej Wisławski     | Subaru Impreza WRC       | Subaru Impreza WRC       | ERC    |
| 1999 | 56 Rajd Polski                            | Robert Gryczyński      | Tadeusz Burkacki     | Toyota Corolla WRC       | Toyota Corolla WRC       | ERC    |
| 2000 | 57 Rajd Polski                            | Henrik Lundgaard       | Jens Christian Anker | Toyota Corolla WRC       | Toyota Corolla WRC       | ERC    |
| 2001 | 58 Rajd Polski                            | Leszek Kuzaj           | Andrzej Górski       | Toyota Corolla WRC       | Toyota Corolla WRC       | ERC    |
| 2002 | 59 Rajd Polski                            | Janusz Kulig           | Jarek Baran          | Ford Focus WRC           | Ford Focus WRC           | ERC    |
| 2003 | 60 Rajd Polski                            | Miguel Campos          | Carlos Magalhães     | Peugeot 206 WRC          | Peugeot 206 WRC          | ERC    |
| 2004 | 61 Rajd Polski                            | Luca Pedersoli         | Daniele Vernuccio    | Peugeot 306 Maxi Kit Car | Peugeot 306 Maxi Kit Car | ERC    |
| 2005 | 62 Rajd Polski                            | Krzysztof Hołowczyc    | Łukasz Kurzeja       | Subaru Impreza N11       | Subaru Impreza N11       | ERC    |
| 2006 | 63 Rajd Polski                            | Leszek Kuzaj           | Maciej Szczepaniak   | Subaru Impreza N12       | Subaru Impreza N12       | ERC    |
| 2007 | 64th Platinum Rally Poland                | Oscar Svedlund         | Björn Nilsson        | Subaru Impreza N12       | Subaru Impreza N12       | ERC    |
| 2008 | 65th Oelen Platinum Rally Poland          | Michał Bębenek         | Grzegorz Bębenek     | Mitsubishi Lancer Evo IX | Mitsubishi Lancer Evo IX | ERC    |
| 2009 | 66th Orlen Platinum Rally Poland          | Mikko Hirvonen         | Jarmo Lehtinen       | Ford Focus RS WRC 08     | Ford Focus RS WRC 08     | WRC    |
| 2010 | 67th Rally Poland                         | Kajetan Kajetanowicz   | Jaroslaw Baran       | Subaru Impreza STR09     | Subaru Impreza STR09     | ERC    |
| 2011 | 68th Rally Poland                         | Kajetan Kajetanowicz   | Jaroslaw Baran       | Subaru Impreza STi R4    | Subaru Impreza STi R4    | ERC    |
| 2012 | 69th Rajd Polski                          | Esapekka Lappi         | Janne Ferm           | Škoda Fabia S2000        | Škoda Fabia S2000        | ERC    |
| 2013 | 70th Rajd Polski                          | Kajetan Kajetanowicz   | Jarosław Baran       | Ford Fiesta R5           | Ford Fiesta R5           | ERC    |
| 2014 | 71st Lotos Rally Poland                   | Sébastien Ogier        | Julien Ingrassia     | Volkswagen Polo R WRC    | Volkswagen Polo R WRC    | WRC    |
| 2015 | 72nd Lotos Rally Poland                   | Sébastien Ogier        | Julien Ingrassia     | Volkswagen Polo R WRC    | Volkswagen Polo R WRC    | WRC    |
| 2016 | 73nd PZM Rally Poland                     | Andreas Mikkelsen      | Anders Jæger         | Volkswagen Polo R WRC    | Volkswagen Polo R WRC    | WRC    |
| 2017 | 74th ORLEN Rally Poland                   | Thierry Neuville       | Nicolas Gilsoul      | Hyundai i20 Coupe WRC    | Hyundai i20 Coupe WRC    | WRC    |
| 2018 | 75th PZM Rally Poland                     | Nikolay Gryazin        | Yaroslav Fedorov     | Škoda Fabia R5           | Škoda Fabia R5           | ERC    |
| 2019 | 76th PZM Rally Poland                     | Alexey Lukyanuk        | Alexey Arnautov      | Citroën C3 R5            | Citroën C3 R5            | ERC    |
| 2020 | Edición cancelada                         | Edición cancelada      | Edición cancelada    | Edición cancelada        | Edición cancelada        | ERC    |
| 2021 | 77th Orlen Rajd Polski - Rally Poland     | Alexey Lukyanuk        | Alexey Arnautov      | Citroën C3 Rally2        | Citroën C3 Rally2        | ERC    |
| 2022 | 78th Orlen Rajd Polski - Rally Poland     | Mikołaj Marczyk        | Szymon Gospodarczyk  | Škoda Fabia Rally2 evo   | Škoda Fabia Rally2 evo   | ERC    |
| 2023 | 79th Orlen Rajd Polski - Rally Poland     | Mārtiņš Sesks          | Renārs Francis       | Škoda Fabia RS Rally2    | Škoda Fabia RS Rally2    | ERC    |
| 2024 | 80th Orlen Rally Poland                   | Kalle Rovanperä        | Jonne Halttunen      | Toyota GR Yaris Rally1   | Toyota GR Yaris Rally1   | WRC    |
| 2025 | 81st Orlen Oil Rally Poland - Rajd Polski | Mārtiņš Sesks          | Renārs Francis       | Škoda Fabia RS Rally2    | Škoda Fabia RS Rally2    | ERC    |

- Referencias[4]